# Gottfried Kunz
Gottfried Kunz (* 12. Dezember 1859 in Zauggenried; † 5. Januar 1930 in Bern, reformiert, heimatberechtigt in Diemtigen) war ein Schweizer Politiker (FDP).

## Biografie
Gottfried Kunz kam am 12. Dezember 1859 in Zauggenried als Sohn des Schulmeisters Jakob Kunz zur Welt. Nachdem Gottfried Kunz zwischen 1875 und 1878 das Lehrerseminar in Münchenbuchsee absolviert hatte, war er zunächst seit 1878 als Primarlehrer in Büren an der Aare beschäftigt. In der Folge nahm er zwischen 1881 und 1884 ein Studium der Rechte an der Universität Bern auf. Nach dem Erwerb des Notariatspatents leitete Kunz ab 1885 zuerst ein Notariatsbüro, schliesslich ab 1890 ein Anwaltsbüro in Biel.
Er war mit Hortense, der Tochter des Vertreters einer böhmischen Textilfirma Adolf Conrad aus Diesse, verheiratet. Gottfried Kunz starb am 5. Januar 1930 knapp 70-jährig in Bern.

## Politische Laufbahn
Der freisinnige Politiker Kunz vertrat seine Partei zwischen 1904 und 1912 als Finanzdirektor im Berner Regierungsrat. Darüber hinaus gehörte er von 1907 bis 1919 dem Ständerat an, den er vom 2. Dezember 1912 bis zum 1. Dezember 1913 präsidierte.
Daneben hatte Kunz Verwaltungsratsmandate verschiedener industrieller Unternehmen und Bahnen inne, etwa der Berner Kraftwerke oder der Schweizerischen Nationalbank. Ausserdem amtierte er zwischen 1912 und 1928 als Direktionspräsident der Berner Alpenbahn-Gesellschaft Bern–Lötschberg–Simplon (BLS).
Gottfried Kunz profilierte sich vor allem als bernischer Eisenbahnpolitiker. So war er bei der Gründung der Berner Alpenbahn-Gesellschaft beteiligt und förderte das Lötschbergbahnprojekt durch die Sicherstellung der Finanzierung. Ebenfalls in seine Amtszeit fiel der verstärkte Einfluss des Staates auf die Elektrizitätswirtschaft.